# María de Huerva
María de Huerva là một đô thị ở tỉnh Zaragoza, Aragon, Tây Ban Nha. Theo điều tra dân số 2004 (INE), đô thị này có dân số là 2.125 người. Diện tích đô thị này là 108 km2. María de Huerva nằm ở độ cao 320 m trên mực nước biển.
Các đô thị giáp ranh: Zaragoza, La Muela, Cadrete, Jaulín, Botorrita y Valmadrid.